# Sphyraena
Los esfirenos (Sphyraena) son un género de peces carnívoros de aguas profundas. Conocidos vulgarmente como barracudas, constituyen el único género en la familia de los esfirénidos. Una de sus características más llamativas es que atacan a sus presas con gran rapidez.
En el Caribe se le conoce también como picuda.

## Morfología
La longitud de estos voraces peces oscila entre los 45 cm de las especies menores hasta 1,8 m aproximados de la gran barracuda. Este pez es conocido también como el "tigre de los mares", tanto por su formidable tamaño como por su acreditada hostilidad hacia el ser humano.

## Velocidad
La gran barracuda alcanza grandes velocidades en distancias cortas: se conoce que en un arranque de su poderosa cola puede acelerar de 0 a 90 km/h en muy pocos segundos.

## Distribución geográfica
Abundan en todos los mares tropicales (sobre todo junto a islotes y arrecifes de coral), pero son más comunes en el mar Caribe y en Atlántico Occidental.

## Hábitat
Las barracudas pueblan todos los mares tropicales, el Mediterráneo y el Atlántico occidental. Los adultos suelen mantenerse en las aguas profundas, aunque a veces se acercan a la superficie en los días de tormenta. Las más jóvenes viven en áreas costeras, sobre todo en los fondos arenosos poco profundos o en la vegetación abundante. Nadan y cazan formando pequeños bancos. Los de mayor tamaño suelen cazar en solitario.

## Alimentación
La barracuda tiene una bien ganada reputación de depredador. Aunque su dieta varía de acuerdo con el hábitat, sus presas más frecuentes son peces como sardinas, bogas, mujoles, caballas, jureles, pejerreyes y hasta sus propias crías. La barracuda inicia su ataque embistiendo a su presa a gran velocidad gracias a su cuerpo alargado e hidrodinámico. Posee unas mandíbulas potentes con afilados dientes con los que desgarra a su presa. Puede cazar en aguas turbias, localizando a sus presas mediante la línea lateral, que capta las vibraciones de otros seres vivos al desplazarse por el agua. Se dice[¿quién?] que, cuando lo hacen agrupadas, reúnen a las presas en un nutrido banco para aumentar el rendimiento de la operación.

## Reproducción
Las barracudas, a pesar de que son animales agresivos y solitarios, forman grandes cardúmenes cada año para la reproducción. La especie mediterránea desova entre abril y junio, período en el cual las hembras depositan sus huevos en aguas superficiales cerca de la costa. Las más jóvenes producen hasta 4000 huevos, pero los ejemplares adultos pueden llegar a depositar 300 000. Los alevines empiezan a cazar inmediatamente después de nacer.

## La barracuda y el ser humano
En ocasiones se han producido ataques de barracuda a pescadores y submarinistas, mordiéndoles fuertemente parte del cuerpo. Suelen nadar en torno a los buzos observando su desplazamiento, y a veces pueden confundir el movimiento de un objeto con una presa. 
La carne de la gran barracuda puede ser muy tóxica debido a que este animal acumula la toxina que produce la enfermedad conocida como ciguatera por lo que carece de valor alimenticio para el ser humano; sin embargo, es una presa muy popular en la pesca deportiva.